# Барыши (Московская область)
Барыши — деревня в Можайском районе Московской области в составе сельского поселения Дровнинское. Численность постоянного населения по Всероссийской переписи 2010 года — 4 человека. До 2006 года Барыши входили в состав Дровнинского сельского округа.
Деревня расположена на западе района, примерно в 16 км к западу от Уваровки, высота центра над уровнем моря 272 м. Ближайшие населённые пункты — Калужское на юго-востоке и Сычики на востоке.